# Бишт
Бишт (араб. بشت‎ / перс. پشت‎; плащ) — традиционная мусульманская верхняя одежда, накидка, которую носят на плечах. Материалом могут служить как верблюжья шерсть, так и современные синтетические материалы. Цвета также могут быть различными, но, как правило, преобладают чёрный, коричневый, бежевый, кремовый. Кромка бишта может быть украшена золотой или серебряной тесьмой, оканчивающейся шнурками с кистями. Она распространена в Саудовской Аравии и других арабских странах. Это название произошло от персидского слова «پشت» (пушт).
В Саудовской Аравии бишт изготавливается из верблюжьей шерсти.